# Andrzej Srzedrzyński
Andrzej Srzedrzyński (zm. 1654) – biskup pomocniczy lwowski i tytularny biskup Nicopolis ad Iaterum w 1641 roku, dziekan kapituły katedralnej lwowskiej w 1654 roku, kustosz kapituły katedralnej lwowskiej w 1624 roku, oficjał lwowski w latach 1637–1639, administrator diecezji lwowskiej, proboszcz przemyski, sekretarz królewski w 1633 roku.